# Liya Silver
Kristina Scherbinina (Kirguizstan, 25 de febrer de 1999) més coneguda pel seu nom artístic Liya Silver, és una actriu pornogràfica i model eròtica russa.

## Biografia
Kristina va néixer i va créixer al Kirguizstan, on va viure amb la seva mare. Després d'acabar l'institut, es va traslladar a Sant Petersburg, Rússia amb el seu pare. Abans d'iniciar la seva carrera en la indústria del porno, va treballar com a model fotogràfica.
Va debutar a la indústria per a adults el maig de 2018, a l'edat de 19 anys. Com actriu ha treballat per a estudis europeus i nord-americans com Babes, Tushy, Vixen, DDF Network, Reality Kings, VR Bangers, Blacked, 21Sextury, Video Marc Dorcel o Private, entre d'altres.
El setembre de 2019, Liya Silver va guanyar dues estatuetes als Premis XBIZ Europa en les categories de Millor nova estrella i a la Millor escena de sexe glamcore, al costat de Jia Lissa i Alberto Blanco, per Club VXN Vacation.
El 2020 va guanyar reconeixement per haver estat nominada en quatre categories dels Premis AVN: Artista emergent estrangera de l'any, així com en diverses produccions de tall europeu com eren les de Millor escena de sexe anal en producció estrangera per Joy Ride, a la Millor escena de sexe de noi/noia en producció estrangera per Liya 4 You i a la Millor escena de sexe lèsbic grupal en producció estrangera per Girl Crush.
Segons el lloc web de la IAFD a data de setembre de 2021, havia aparegut en més de 80 escenes i pel·lícules pornogràfiques.
El 2020, se li va prohibir l'entrada a Ucraïna a causa d'una visita que va fer a Crimea el 2016.